# Ur, Pyrénées-Orientales

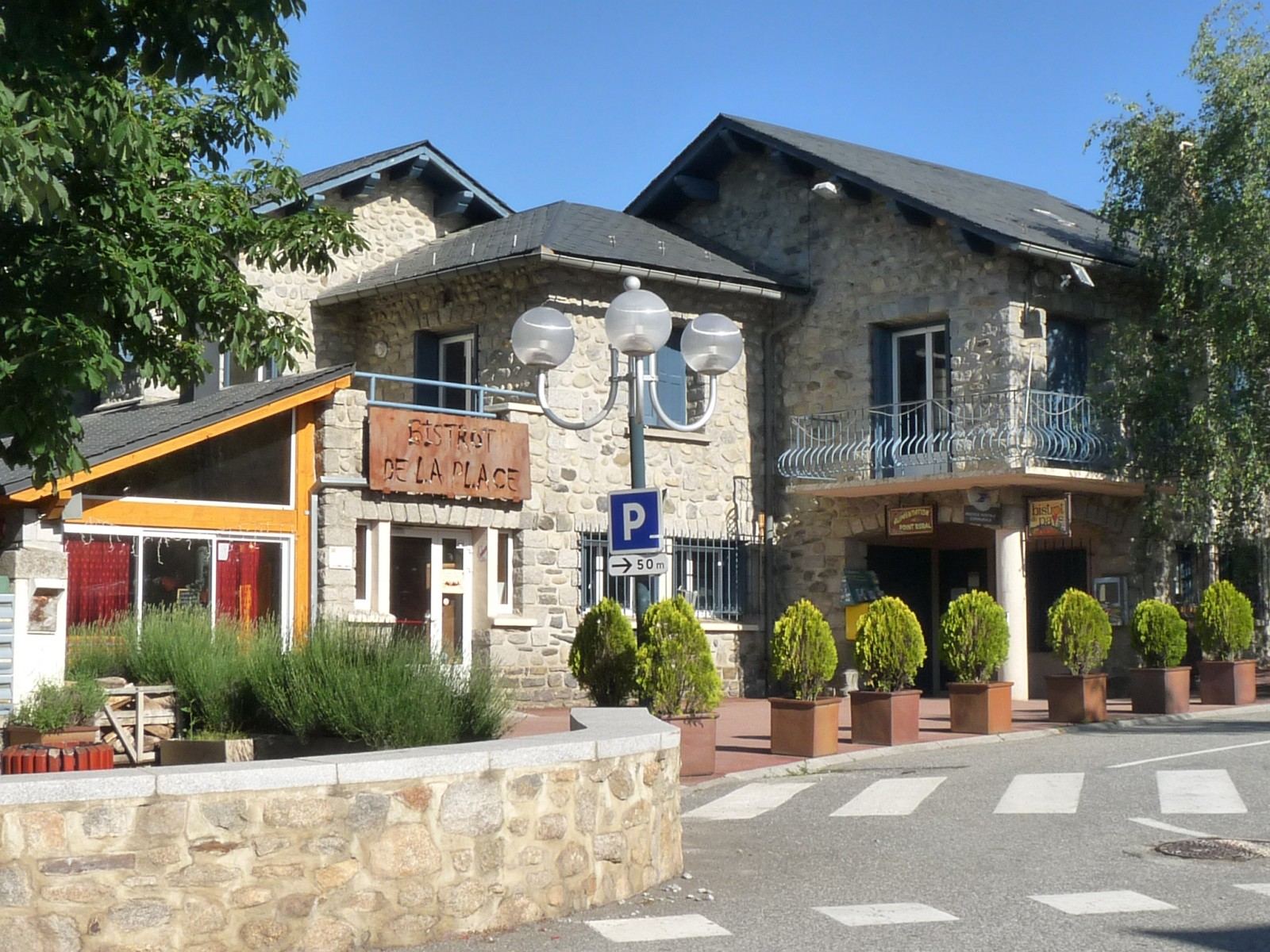
Ur

Ur là một xã trong tỉnh Pyrénées-Orientales, vùng Occitanie phía nam nước Pháp. Xã Ur nằm ở khu vực có độ cao trung bình 1250 mét trên mực nước biển.